# Henri Abraham
Henri Azariah Abraham (París, 12 de julio de 1868; Campo de concentración de Auschwitz, c. 12 de diciembre de 1943) fue un físico francés, profesor de la Escuela Normal Superior y de la Universidad de París que desempeñó un papel relevante como científico el los albores de la radioelectricidad y el electromagnetismo.

## Biografía
Abraham estudió a partir de 1886 en la Escuela Normal Superior  (ENS) y en La Sorbona. En 1889 ganó el concurso de agregación en Física y en 1892 realizó el doctorado en la ENS. Fue profesor de enseñanza secundaria en el Liceo Louis-le-Grand hasta 1900. Desde 1897 ejerció la docencia en la ENS, a partir de 1900 como titular (Maître de conférences). Dirigió allí el Laboratorio de Física y en 1904, después de que la ENS se anexó a la Universidad de París, fue docente de física delegado en la ENS y a partir de 1912, profesor titular.

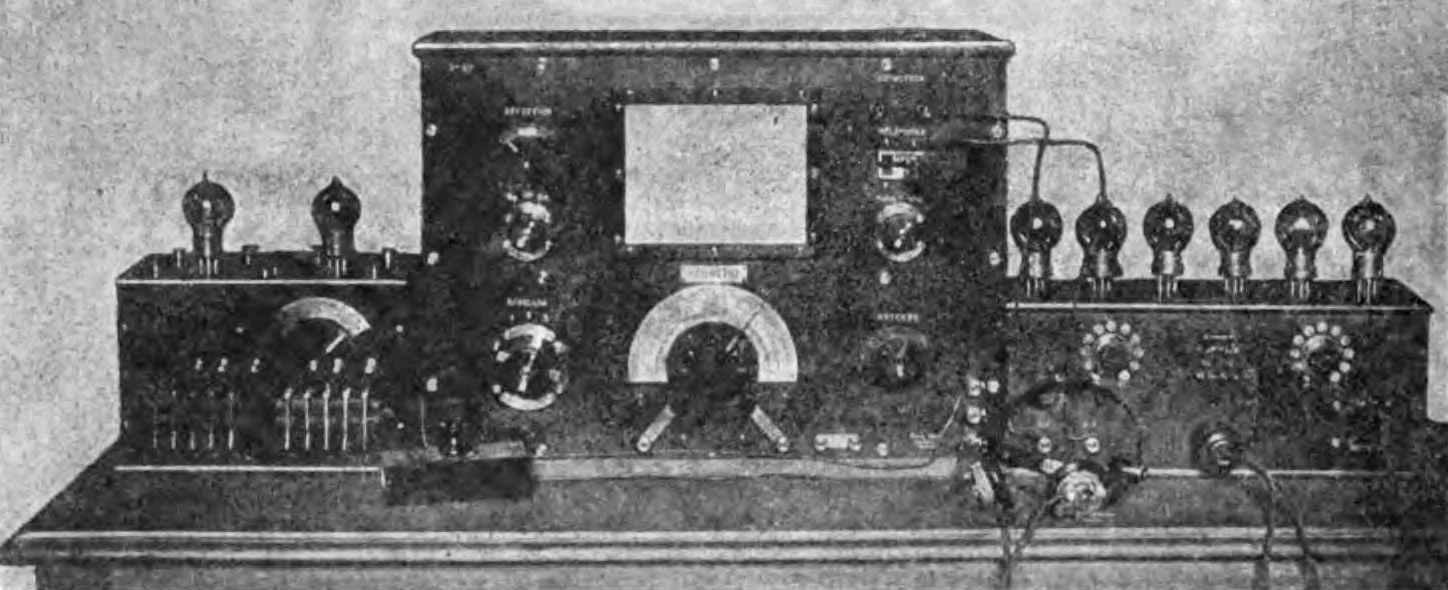
Multivibrador astable construido alrededor de 1920, de acuerdo con el circuito desarrollado por Abraham y Bloch en 1918

En 1917, durante la Primera Guerra Mundial, viajó junto con Ernest Rutherford y Charles Fabry a EE. UU., para discutir investigaciones sobre el tema de la defensa antisubmarina.
Entre 1900 y 1912 fue miembro de la Sociedad Francesa de Física y en 1922 se convirtió en su presidente, en ese mismo año, fue profesor invitado en Brasil. En 1934 fue nombrado secretario general de la Unión Internacional de Física Pura y Aplicada (IUPAP), organización en la que en 1920 había ayudado a organizar la reintegración de los físicos alemanes que había quedado excluidos de la comunidad científica a consecuencia de la Primera Guerra Mundial.
En 1937 se retiró parcialmente, como profesor emérito. En el cargo de director del Laboratorio de Física lo sucedió Eugène Bloch y en el de Maître de conférences, Pierre Auger.
En 1943 fue capturado por la milicia en Aix-en-Provence y deportado a Auschwitz, donde probablemente fue asesinado inmediatamente después de su llegada.

## Premios y reconocimientos
Abraham es uno de los tres físicos en cuyo honor se otorga en Francia, desde 1951, el galardón denominado Prix des trois physiciens. Fue dos veces nominado al Premio Nobel de física, en 1910 por Sir John S. Townsend y en 1916 por Marcel Brillouin.

## Obra publicada
- Les quantités élémentaires d'électricité. Fascicule 1, Ions, électrons, corpuscules, 1905, Gauthier Villars (Paris)
- Les quantités élémentaires d'électricité. Fascicule 2, Ions, électrons, corpuscules, 1905, Gauthier Villars (Paris)
- Recueil de constantes physiques, 1913, Gauthier Villars (Paris)
- Recueil d'expériences élémentaires de physique. Première partie., publié, avec la collaboration de nombreux physiciens. Travaux d'atelier, géométrie et mécanique, hydrostatique, chaleur, 1914, Gauthier Villars (Paris)
- Recueil d'expériences élémentaires de physique. Seconde partie., publié, avec la collaboration de nombreux physiciens. Acoustique, optique, électricité et magnétisme, 1914, Gauthier Villars (Paris)